# Muzeum Kolei Konnej w Czeskich Budziejowicach

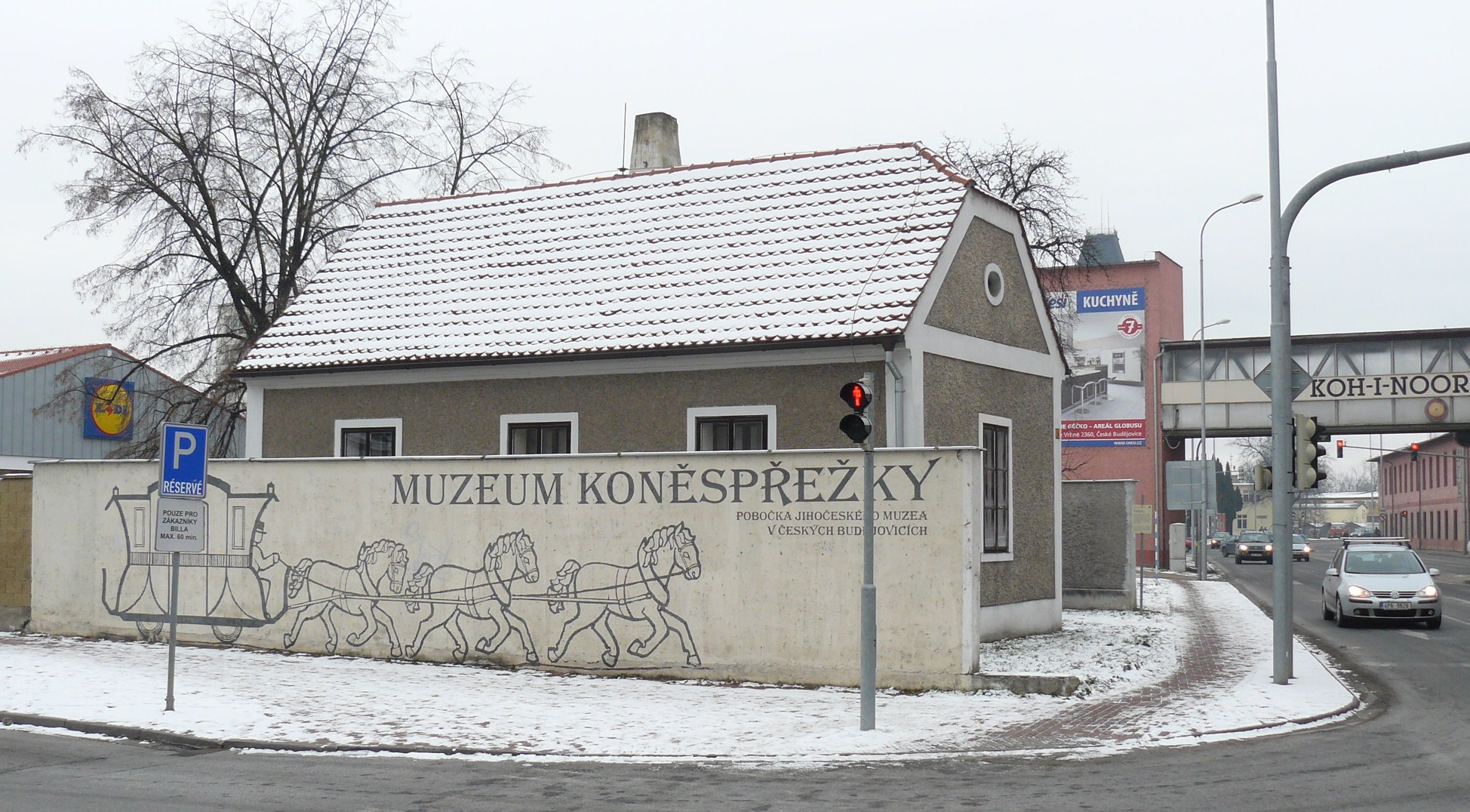
Widok od wschodu – sgraffito z wyobrażeniem pociągu konnego

Muzeum Kolei Konnej w Czeskich Budziejowicach (cz. Muzeum koněspřežky lub Muzeum koněspřežní železnice) – muzeum kolejnictwa zlokalizowane w Czeskich Budziejowicach, związane z pierwszą na kontynencie europejskim koleją użytku publicznego, łączącą od 1828 Czeskie Budziejowice (Budweis) z Linzem w Austrii. Znajduje się przy ul. Mánesovej 10 i jest oddziałem Muzeum Południowoczeskiego.
Kolej zaprojektował F.J. Gerstner (inżynier dróg wodnych) już w 1807. Budowa została jednak odłożona w czasie z uwagi na wojny napoleońskie i wrócono do niej dopiero w 1825. Kolej ruszyła w 1828 (czeska część była gotowa już rok wcześniej), a od 1832 ruch był już oparty na regularnym rozkładzie jazdy. 129 km do Linzu konny pociąg pokonywał w 14 godzin. Przewóz osób był początkowo czynnością dodatkową obok przewozu towarów. Od 1872 konie zastąpiły parowozy.
Muzeum znajduje się w budynku kolejowym z 1828 i gromadzi dokumenty oraz eksponaty związane z koněspřežką. Na bocznym murze wykonano sgraffito z wyobrażeniem jednego z pierwszych pociągów konnych. Obok budynku wmurowana jest tablica ku czci F.A. Gerstnera (syna F.J. Gerstnera – wykonawcy trasy) ufundowana przez Związek Czechosłowackich Inżynierów, na której m.in. wymieniono wszystkie stacje pierwszej linii.
Oprócz pamiątek zgromadzonych w muzeum, po kolei pozostało dużo śladów w terenie (np. nasypy lub niektóre budynki).
Obok muzeum stoją historyczne zabudowania fabryki ołówków Koh-I-Noor Hardtmuth.